# Тоголезский конституционный референдум (1992)
Конституционный референдум в Того проводился 27 января 1992 года. Предлагаемые поправки к Конституции должны были вернуть в стране многопартийную демократию. Они были одобрены 99,17 % голосов при явке 74,2 %.
В результате одобрения референдумом многопартийной системы в 1993 году в Того впервые прошли альтернативные президентские выборы, в которых участвовало 3 кандидата, несмотря на то, что основные оппозиционные кандидаты бойкотировали их.

## Результаты
| Да или нет                  | Голосов   | Процент   |
| --------------------------- | --------- | --------- |
| Да                          | 1 436 858 | 99,17 %   |
| Нет                         | 11 942    | 0,83 %    |
| Действительных голосов      | 1 464 479 | — %       |
| Недействительных голосов    | 15 679    | — %       |
| Всего голосов               | 1 480 158 | 100,00 %  |
| Явка                        | 74,2 %    | 74,2 %    |
| Электорат                   | 1 972 676 | 1 972 676 |
| Источник: Elections in Togo |           |           |